# Anita Vulesica
Anita Vulesica, auch Anita Matija (* 14. Februar 1974 in München als Anita Matija Vulesica) ist eine deutsche Schauspielerin.

## Leben
Anita Vulesica wuchs in Zadar (Kroatien) und in Berlin auf. Sie studierte von 1997 bis 2001 an der Hochschule für Schauspielkunst „Ernst Busch“ Berlin. Ihr erstes Engagement hatte sie am Theaterhaus Jena. Nach Stationen am Nationaltheater Weimar, den Sophiensælen und der Schaubühne in Berlin, dem Deutschen Schauspielhaus in Hamburg, dem neuen theater Halle, dem Staatstheater Stuttgart, dem Schauspiel Leipzig und dem Schauspiel Frankfurt gehörte sie von 2011 bis 2017 zum Ensemble des Deutschen Theaters in Berlin. Seit 2015 führt sie regelmäßig Regie und schreibt eigene Texte.
Sie spielte in verschiedenen deutschen Serien und Fernsehfilmen und hatte von 2012 bis 2013 eine wiederkehrende Rolle als Agnieszka Sychowski in der Serie Ein Fall für zwei. Von März 2016 bis Januar 2018 gehörte Anita Vulesica als Schwester Ulrike Stolze zum Ensemble der Krankenhausserie In aller Freundschaft.

## Filmografie (Auswahl)
- 2006: Geküsst wird vor Gericht
- 2006: Abschnitt 40
- 2007: Wie küsst man einen Millionär?
- 2007: Tatort: A gmahde Wiesn (Fernsehreihe)
- 2007: Ich Chef, du nix
- 2007: Polizeiruf 110: Farbwechsel (Fernsehreihe)
- 2008: Stürmische Zeiten
- 2008: Im Namen des Gesetzes
- 2008: Notruf Hafenkante
- 2008: Der Amokläufer – Aus Spiel wird Ernst
- 2009: In aller Freundschaft Folge 451 "Freundschaftsdienste"
- 2009: Flemming
- 2010: SOKO Wien
- 2010: Tatort: Die Unsichtbare
- 2011: Der letzte Bulle
- 2012–2013: Ein Fall für zwei
- 2016: Der Zürich-Krimi: Borcherts Fall (Fernsehreihe)
- 2016: Der Zürich-Krimi: Borcherts Abrechnung
- 2016–2018: In aller Freundschaft
- 2018: Der Tatortreiniger (Fernsehserie, Folge 31: Einunddreißig)
- 2019: Zeit der Geheimnisse (Miniserie)
- 2020: Tatort: Die Zeit ist gekommen
- 2020: SOKO Leipzig (Folge: Die Verwechslung)
- 2021: Polizeiruf 110: An der Saale hellem Strande
- 2022: Neben der Spur ist auch ein Weg (Fernsehfilm)
- 2022: Buba
- 2024: Polizeiruf 110: Der Dicke liebt
- 2024: Familie is nich

## Theater
In der Spielzeit 2024/25 gab Anita Vulesica mit Die Maschine oder: Über allen Gipfeln ist Ruh ihr Regiedebüt am Deutschen SchauSpielHaus Hamburg. Die Inszenierung basiert auf Texten von Georges Perec und Johann Wolfgang von Goethe.
Die Produktion wurde 2025 zum Berliner Theatertreffen eingeladen.
Für diese Inszenierung erhielt Vulesica den mit 10.000 Euro dotierten 3sat-Preis 3sat-Preis, der im Rahmen des Theatertreffens vergeben wird. Der Preis wird seit 1997 jährlich vom Fernsehsender 3sat für künstlerisch innovative Leistungen verliehen.

## Auszeichnungen und Nominierungen
- 2004: Nominierung als Nachwuchsschauspielerin des Jahres vom Magazin Theater heute für Wir im Finale
- 2009: Nominierung als Schauspielerin des Jahres von Theater heute für Eines langen Tages Reise in die Nacht
- 2009: Leipziger Theaterpreis
- 2021: Nominierung in der Kategorie "Beste Regie"; Auszeichnung in der Kategorie "Beste Bundesländeraufführung" mit dem Nestroy-Theaterpreis für „dritte republik (eine vermessung)“ von Thomas Köck (Österreichische Erstaufführung) am Schauspielhaus Graz[7]
- 2022: Nestroy-Theaterpreis in der Kategorie Beste Bundesländeraufführung für Garland von Svenja Viola Bungarten am Schauspielhaus Graz[8]
- 2025: 3sat-Preis beim Theatertreffen